# Briis-sous-Forges
Briis-sous-Forges is een gemeente in het Franse departement Essonne (regio Île-de-France) en telt 3211 inwoners (1999). De plaats maakt deel uit van het arrondissement Palaiseau.

## Geografie
De oppervlakte van Briis-sous-Forges bedraagt 10,9 km², de bevolkingsdichtheid is 294,6 inwoners per km².

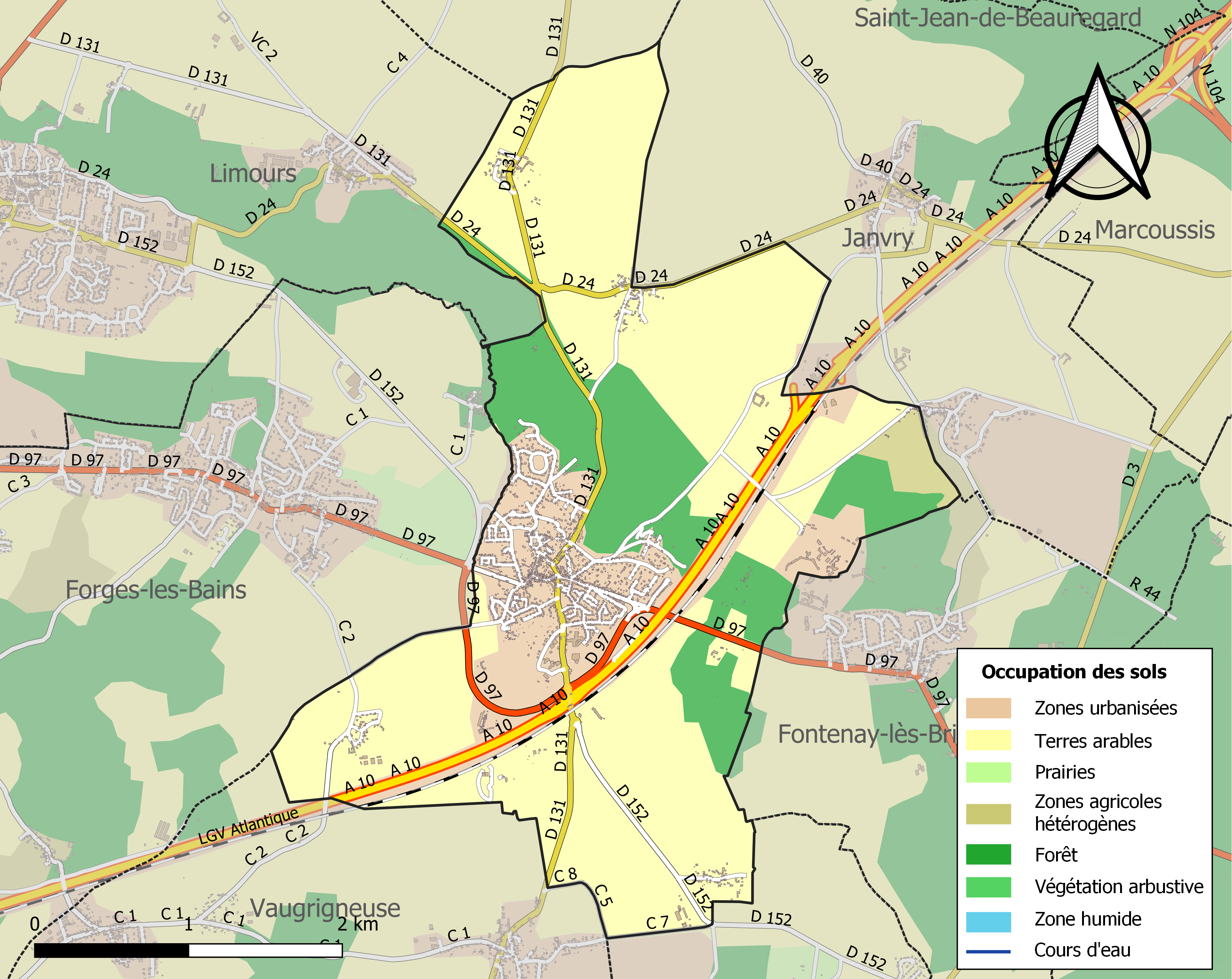
Kaart van de gemeente met de belangrijkste infrastructuur, bodemgebruik en omliggende gemeenten

## Demografie
Onderstaande figuur toont het verloop van het inwonertal (bron: INSEE-tellingen).